# Teresa Carvalho
Teresa Carvalho (1984) é uma política sueca. Desde 29 de setembro de  2014 que tem servido como membro do Riksdag (parlamento da Suécia) em representação do círculo eleitoral do condado de Östergötland.